# San Vicente de Alcántara
San Vicente de Alcántara je španělská obec situovaná v provincii Badajoz (autonomní společenství Extremadura).

## Poloha
Obec je vzdálena 66 km od Cáceresu a 67 km od města Badajoz. Patří do okresu Tierra de Badajoz a soudního okresu Badajoz. Obcí prochází silnice EX-110.

## Historie
V roce 1834 se obec stává součástí soudního okresu Valencia de Alcántara. V roce 1842 čítala obec 1360 usedlostí a 6750 obyvatel.

## Odkazy

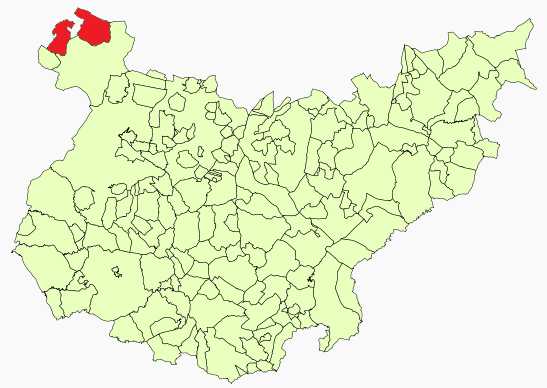
Poloha obce v provincii Badajoz

## Demografie
| Populace obce San Vicente de Alcántara z let (1842–2010) | Populace obce San Vicente de Alcántara z let (1842–2010) | Populace obce San Vicente de Alcántara z let (1842–2010) | Populace obce San Vicente de Alcántara z let (1842–2010) | Populace obce San Vicente de Alcántara z let (1842–2010) | Populace obce San Vicente de Alcántara z let (1842–2010) | Populace obce San Vicente de Alcántara z let (1842–2010) | Populace obce San Vicente de Alcántara z let (1842–2010) | Populace obce San Vicente de Alcántara z let (1842–2010) | Populace obce San Vicente de Alcántara z let (1842–2010) | Populace obce San Vicente de Alcántara z let (1842–2010) | Populace obce San Vicente de Alcántara z let (1842–2010) | Populace obce San Vicente de Alcántara z let (1842–2010) | Populace obce San Vicente de Alcántara z let (1842–2010) | Populace obce San Vicente de Alcántara z let (1842–2010) | Populace obce San Vicente de Alcántara z let (1842–2010) | Populace obce San Vicente de Alcántara z let (1842–2010) | Populace obce San Vicente de Alcántara z let (1842–2010) |
| -------------------------------------------------------- | -------------------------------------------------------- | -------------------------------------------------------- | -------------------------------------------------------- | -------------------------------------------------------- | -------------------------------------------------------- | -------------------------------------------------------- | -------------------------------------------------------- | -------------------------------------------------------- | -------------------------------------------------------- | -------------------------------------------------------- | -------------------------------------------------------- | -------------------------------------------------------- | -------------------------------------------------------- | -------------------------------------------------------- | -------------------------------------------------------- | -------------------------------------------------------- | -------------------------------------------------------- |
| 1842                                                     | 1857                                                     | 1860                                                     | 1877                                                     | 1887                                                     | 1897                                                     | 1900                                                     | 1910                                                     | 1920                                                     | 1930                                                     | 1940                                                     | 1950                                                     | 1960                                                     | 1970                                                     | 1981                                                     | 1991                                                     | 2001                                                     | 2010                                                     |
| 6 750                                                    | 6 292                                                    | 7 063                                                    | 7 066                                                    | 7 507                                                    | 7 497                                                    | 7 722                                                    | 10 908                                                   | 10 693                                                   | 10 893                                                   | 10 269                                                   | 10 026                                                   | 9 652                                                    | 7 940                                                    | 6 028                                                    | 5 881                                                    | 5 861                                                    | 5 768                                                    |